# Barrer a todos los demonios de vaca y espíritus de serpiente

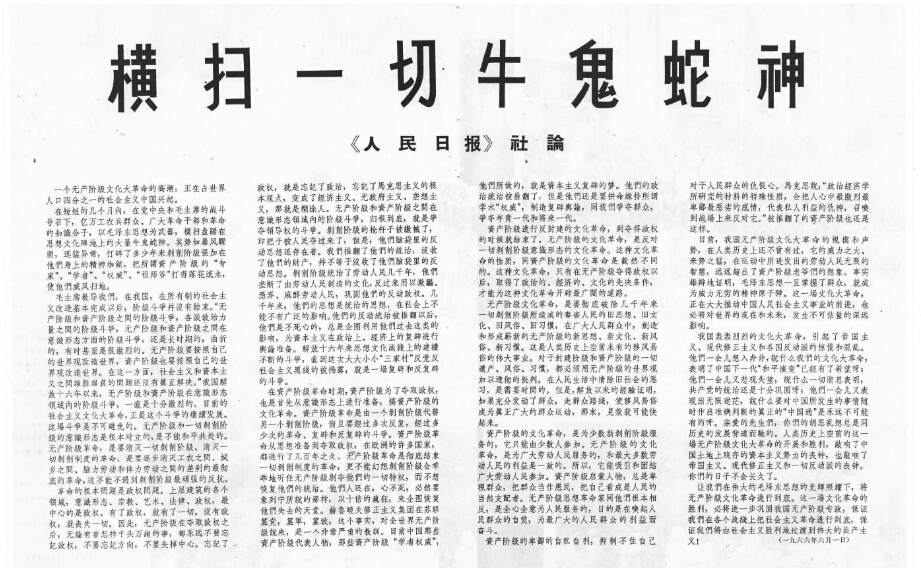
De redacción Barrer a todos los demonios de vaca y espíritus de serpiente

Barrer a todos los demonios de vaca y espíritus de serpiente  (en chino, 横扫一切牛鬼蛇神, Pinyin: Héngsǎo yīqiè níuguǐ shéshén) traducido alternativamente como Obliterate All Ox Demons and Snake Spirits Sweep Away All Ox-ghosts and Snake-spirits, es un editorial publicado por el Diario del Pueblo el 1 de junio de 1966, llamando a las masas a levantarse y "barrer todos los demonios de las vacas y los espíritus de las serpientes".
El editorial declara que "el clímax de la Gran Revolución Cultural Proletaria se está produciendo en la China socialista, que cuenta con una cuarta parte de la población mundial". Llama al proletariado a "erradicar completamente todas las viejas ideas, la vieja cultura, las viejas costumbres y los viejos hábitos que han envenenado al pueblo de China durante miles de años, fomentados por las clases explotadoras."
"Demonios de vaca y espíritus de serpiente" se refería a las personas condenadas durante la Revolución Cultural, incluyendo a los líderes del gobierno condenados, intelectuales y cuadros. La pretensión de "barrer todos los demonios de las vacas y los espíritus de las serpientes" es en realidad parte de la campaña para combatir a los "Cuatro Viejos" y mantener la "Teoría de la Línea de Sangre".